# Colotois bifidaria
Colotois bifidaria là một loài bướm đêm trong họ Geometridae.